# Karl Friedrich Ulrichs
Karl Friedrich Ulrichs (* 29. November 1966 in Großwolde) ist ein deutscher evangelischer Theologe. Ulrichs war Dozent am Pädagogischen Kolleg Rostock sowie Lehrbeauftragter an der Universität Rostock und an der Universität Leipzig. Von 2012 bis 2018 war er Dozent am Predigerseminar in Lutherstadt Wittenberg.

## Leben
1986 begann Ulrichs ein Theologiestudium an den Universitäten in Mainz, Bonn, Basel, Zürich und Tübingen, das er 1993 beendete. Anschließend absolvierte er ein Vikariat in Bovenden. Nach einer vierjährigen Tätigkeit als wissenschaftlicher Mitarbeiter für Neues Testament und Religionspädagogik an der Universität Siegen wurde er Pfarrer in Rinteln.
2006 wurde er an der theologischen Fakultät der Universität Siegen bei dem Neutestamentler Michael Bachmann mit einer Arbeit über die Theologie des Paulus zum Doktor der Theologie promoviert. Seine Dissertationsschrift wurde ein Jahr später unter dem Titel Studien zum Syntagma Pistis Christou und zum paulinischen Verständnis von Glaube und Rechtfertigung in der Reihe Wissenschaftliche Untersuchungen zum Neuen Testament veröffentlicht. Nach einem Pfarramt der Gemeinden Angerstein und Reyershausen war Ulrichs von Frühjahr 2007 bis zum Sommer 2010 Pfarrer in Eddigehausen bei Göttingen. Seit 2007 war er auch stellvertretender Superintendent und Mitglied der Landessynode.
Im Sommer 2010 wechselte Ulrichs an das Pädagogische Kolleg Rostock, um dort Religionspädagogik, Psychologie und Gesellschaftswissenschaften zu unterrichten. 2011 wurde ihm die pädagogische Leitung dieser Fachschule übertragen. Er übernahm außerdem Lehraufträge für Neues Testament an den Theologischen Fakultäten der Universität Rostock und der Universität Leipzig und ist seit 2019 Lehrbeauftragter für Neues Testament an der Theologischen Fakultät der Humboldt-Universität Berlin.
Als Kandidat von Bündnis 90/Die Grünen bewarb sich Ulrichs im September 2011 um einen Sitz im Landtag von Mecklenburg-Vorpommern. Außerdem kandidierte er für den Kreistag von Güstrow-Bad Doberan.
Von 2012 bis 2018 war er Dozent am Predigerseminar in Wittenberg, danach als Pfarrer tätig in der Erwachsenenbildung der Evangelischen Kirche Berlin-Brandenburg-schlesische Oberlausitz. Seit seiner Wahl am 2. Februar 2020 war er Pfarrer der Französischen Kirche zu Berlin, der Hugenottengemeinde am Gendarmenmarkt. 2023 wechselte er zur Union Evangelischer Kirchen (UEK) und zur Evangelischen Kirche in Deutschland (EKD) nach Hannover mit dem Arbeitsschwerpunkt „liturgische Praxis“.
Ulrichs ist Autor und Herausgeber zahlreicher Fachveröffentlichungen, Mitautor des Metzler Lexikon christlicher Denker und des Biographisch-Bibliographisches Kirchenlexikons. Er verfasst Beiträge für theologische Zeitschriften, so unter anderem die Göttinger Predigtmeditationen und die Zeitschrift für die Neutestamentliche Wissenschaft. Seit 2018 ist er Herausgeber der Homiletischen Monatshefte.
Karl Friedrich Ulrichs ist Vater dreier Kinder und war in zweiter Ehe mit der Theologin Kathrin Oxen verheiratet.
Sein Zwillingsbruder ist der Theologe Hans-Georg Ulrichs, der an der Universität Osnabrück Kirchengeschichte lehrt.

## Veröffentlichungen (Auswahl)
- Literatur von und über Karl Friedrich Ulrichs im Katalog der Deutschen Nationalbibliothek
- Studien zum Syntagma pistis Christu und zum paulinischen Verständnis von Glaube und Rechtfertigung (= Wissenschaftliche Untersuchungen zum Neuen Testament. Reihe 2. Band 227). Mohr Siebeck, Tübingen 2007, ISBN 978-3-16-149216-7 (Zugl.: Siegen, Univ., Diss., 2005/2006).
- Luja! Witze und Anekdoten zur Bibel. Vandenhoeck & Ruprecht, Göttingen 2008, ISBN 978-3-525-60008-5.
- Ein Religionsphilosoph in Predigerseminar und Schlosskirche. Karl Dunkmanns Theologie in seiner Lehrtätigkeit und in seinen Predigten. In: Unser Luther? Perspektiven auf ein Jahrhundert Jubiläum. Hrsg.: Evangelisches Predigerseminar Wittenberg  (= Wittenberger Sonntagsvorlesugnen. 2017). Drei Kastanien Verlag, Lutherstadt Wittenberg 2017, ISBN 978-3-942005-66-1, S. 132–144.
- Lexikonbeiträge für das Biographisch-Bibliographische Kirchenlexikon (bbkl.de).

als Herausgeber:
- Predigten zu Händels Oratorium Messiah. EB Verlag, Berlin 2018, ISBN 978-3-86893-274-4 (darin von Ulrichs die Einleitung, eine Predigt und das Kapitel: Musik predigen. Homiletische Überlegungen).
- Gegossener Glaube. Die Taufe in der Schlosskirche Wittenberg. Hrsg. von Stefan Günther, Gabriele Metzner, Karl Friedrich Ulrichs. Drei Kastanien Verlag, Wittenberg 2018, DNB 1153612011.